# Егоров, Николай Сергеевич (политик)
Николай Сергеевич Егоров (род. 10 августа 1941) — российский политический деятель. Член Совета Федерации Федерального собрания РФ от Владимирской области.

## Биография
с 1988 г. — первый секретарь Киржачского райкома КПСС;
в 1990 г. был избран председателем Киржачского районного Совета;
1990—1993 — народный депутат РФ, входил во фракцию «Левый центр» и в «Коалицию реформ»;
С 24 августа 1991 года по 25 октября 1996 года полномочный представитель Президента РФ во Владимирской области.
Сын Егорова — Николай Николевич — был главой Территориальной избирательной комиссии Киржачского района и совершил суицид в апреле 2018 года в возрасте 50 лет.

### Совет Федерации
Депутат Совета Федерации Федерального Собрания Российской Федерации первого созыва от Владимирской области с января 1994 по январь 1996, избран 12 декабря 1993 года по Владимирскому двухмандатному избирательному округу № 33.
С февр. 1994 — член Комитета СФ по аграрной политике.